# 폰테 (캄파니아주)
폰테(이탈리아어: Ponte)는 이탈리아 캄파니아주 베네벤토도의 코무네다. 베네벤토 현의 공동체인 티테르노(Titerno)에 소속중인 시 중 하나이다.